# Rendlesham
Rendlesham – wieś w Anglii, w hrabstwie Suffolk. Leży 20 km na wschód od miasta Ipswich i 126 km na północny wschód od Londynu.